# Policía Local de Murcia
La Policía Local de Murcia es el cuerpo de policía del municipio español de Murcia. Es un instituto armado de naturaleza civil creado en 1854, dependiente del Ayuntamiento de Murcia, cuyo fin es el de auxiliar, proteger e informar a los ciudadanos durante las 24 horas del día.

## Historia
El cuerpo se creó el 19 de agosto de 1854 con la finalidad de hacer cumplir las disposiciones municipales y de velar por el bienestar del ciudadano.
Los últimos años del siglo XIX, que fueron una época de epidemias y catástrofes naturales en Murcia, la policía jugó un papel clave para la ciudad, velando por la salubridad, la higiene y el abastecimiento de alimentos de primera necesidad, entre otros. Asimismo, se encargaba del control de estafas y la venta en mercados de crías de animales, además de velar por la normalidad en la celebración de festejos.
En 1940 se creó la sección de Policías Ciclistas, como respuesta al imparable crecimiento de la población y expansión de la ciudad. Diez años más tarde fue sustituida por la sección Motorizada.

## Estructura
El cuerpo de Policía Local de Murcia cuenta con un Comisario General y un Comisario Principal. De ellos dependen cinco unidades:
- Unidad de Coordinación y Gestión
  - Grupo de Planificación e Inspección de Servicios
  - Grupo de Gestión Administrativa
  - Grupo Sala 092
  - Parque Infantil de Tráfico
  - Equipo de Protección y Atención a la Familia
  - Grupo Atestados
  - Grupo de Atención al Ciudadano
  - Equipo Antigrafiti
- Unidad de Distritos
  - Grupo Barrios 1
  - Grupo Barrios 2
- Unidad de Tráfico
  - Grupo Motoristas
  - Grupo Polivalente
- Unidad Centralizada
  - Grupo Seguridad Ciudadana
  - Grupo Especial de Seguridad Ciudadana (GESC)
  - Grupo Patrimonio
  - Grupo Patrulla Ecológica
- Unidad de Descentralización
  - Descentralización I
  - Descentralización II

## Dependencias

### Cuarteles
La Policía Local de Murcia cuenta con nueve cuarteles distribuidos por el todo el municipio de Murcia. Dos de ellos se encuentran en la ciudad y los restantes están repartidos en distintas pedanías.
Unidad Centralizada
- Cuartel de Murcia Infante
- Cuartel de Murcia La Flota

Unidad de Descentralización

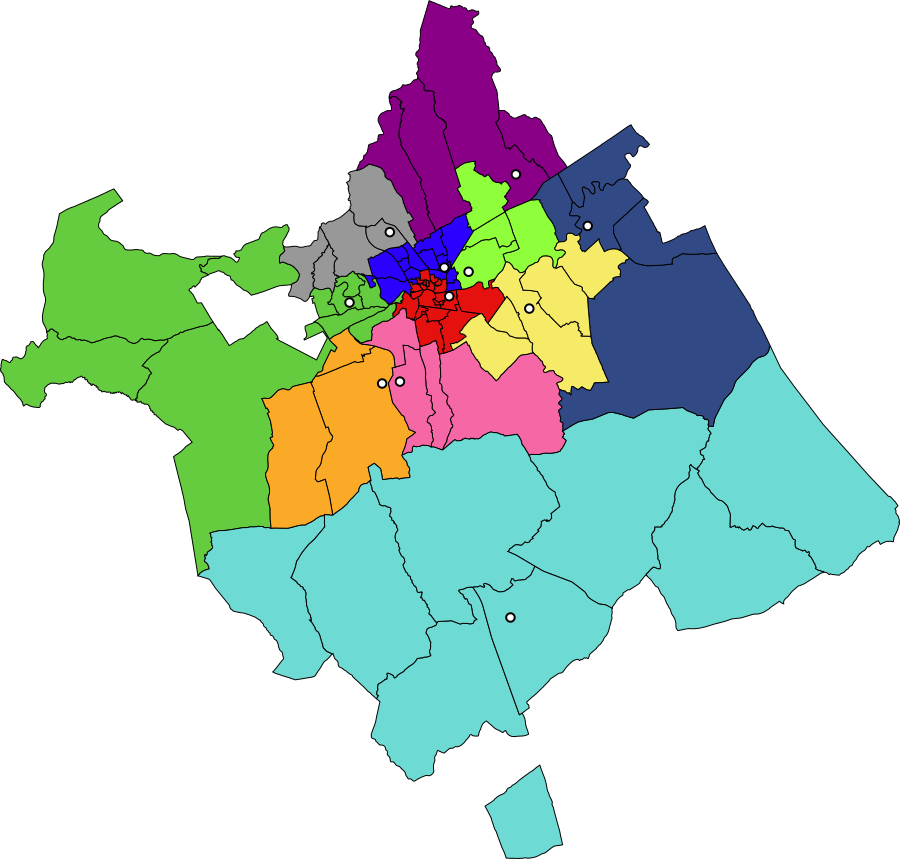
Mapa del municipio de Murcia con la localización de los cuarteles de Policía Local y el área de influencia de cada uno.
Cuartel de Murcia Infante
Cuartel de Murcia La Flota
Grupo Beniaján
Grupo La Raya
Grupo Los Martínez del Puerto
Grupo Alquerías
Grupo El Palmar
Grupo El Esparragal
Grupo Espinardo
Grupo Puente Tocinos
Grupo La Alberca

### Parque Infantil de Tráfico
Se encuentra ubicado en el Jardín Huerto de las Palmeras, junto a la Calle Pablo VI, en el barrio de La Paz.

### Depósito
El municipio de Murcia cuenta con un depósito de grúa municipal y un depósito de vehículos.
El depósito de grúa municipal se encuentra dentro del Parking de Los Pinos, en la avenida del mismo nombre, en el barrio de Santa María de Gracia.
El depósito de vehículos de la Policía se ubica en el Polígono Industrial El Mayayo, en El Palmar.